# 1974 في السعودية
تحتوي هذه المقالة على أهم الأحداث التي شهدتها السعودية في 1974، إضافة إلى أهم الشخصيات السعودية التي وُلدت أو تُوفيت في هذه السنة.

## السياسة

### الحكم
الملك: فيصل بن عبد العزيز آل سعود

## أحداث

### يناير
- 9: البدء في التخطيط لإنشاء جسر وادي الشعبة بمنطقة المهد جنوب الحناكية.[1]
- 14: البدء في إنشاء عدة مدارس جديدة بمنطقة الرياض شاملة مدرسة ثانوية وكذلك متوسطة في منفوحة ومدارس للمرحلة الابتدائية وسيبدأ استقبال الطلاب فيها ابتداءًا من العام القادم.[2]
- 17: مناقشة 11 رسالة ماجستير في الرياض من قبل طلاب المعهد العالي للقضاء حيث عقدت المناقشة في قاعة المحاضرات بمعهد الإدارة العامة بالرياض.[3]

### مارس
- 16: مشاركة المنتخب السعودي في أولى مبارياته في النسخة الثالثة من بطولة كأس الخليج العربي التي استضافتها الكويت.[4]
- 17: مشاركة سبع دول عربية نفطية بينها السعودية والجزائر في فيينا بشأن قرار رفع الحظر الذي فُرض على الولايات المتحدة خلال حرب أكتوبر.[5]

### أبريل
- 20: صدور مجلة حسن وهي مجلة أطفال سعودية.
- 25: افتتاح سد أبها بحضور صاحب السمو الملكي الأمير فهد بن عبدالعزيز النائب الثاني لرئيس مجلس الوزراء ووزير الداخلية.[6]
- 25: بترومين تقوم بإنشاء معرض دائم لنماذج المنشآت البترولية والشركات التابعة لبترومين وذلك في مدخل مبنى وزارة البترول والثروة المعدنية.[7]

### يوليو
- 10: قيام الدول العربية النفطية برفع الحظر الذي فُرض على هولندا خلال حرب أكتوبر.[5]

### أغسطس
- 21: انعقاد اجتماع مغلق بين جلالة الملك فيصل بن عبدالعزيز آل سعود وسمو الشيخ زايد بن سلطان آل نهيان رئيس دولة الإمارات العربية المتحدة, كما تمت زيارة تفقدية لمحطة تحلية المياه بجدة.[8]
- 21: الانتهاء من عدة مشاريع تطويرية في منطقة الجوف شاملة سفلته و إنارة و تنظيم حديقة عامة بالإضافة إلى رصد تعويضات شارع الملك فيصل بإجمالي 64170 ألف و نزع ملكية شارع مركز التدريب المهندي و شارع قصر الإمارة و شارع صلاح الدين و شارع غرب المسجد القديم وشارع شرق المسجد القديم.[9]
- 21: افتتاح المكتب الصحي السعودي في العاصمة البريطانية لندن لتسهيل مهمة المرضى السعوديين المسافرين إلى هناك للعلاج.[10]

### سبتمبر
- 1: تأسيس الصندوق السعودي للتنمية بموجـب مرسوم ملكي بتاريخ الرابع عشر من شعبان عام 1394 هـ على أن يبدأ الصندوق أعماله بتاريخ الثامن عشر من صفر عام 1395 هـ الموافق الأول من مارس عام 1975م حيث يعتبر الصندوق القناة الرئيسية التي تقدم عبرها السعودية مساعداتها الإنمائية.
- 8: وزير الدولة السعودي للشئون الخارجية يزور البرازيل لمدة ثلاثة أيام وتم الاتفاق على إنشاء لجنة مشتركة للتعاون من أجل توثيق علاقاتهما الاقتصادية والمالية والتجارية.[11]
- 8: مجلس الوزراء يقر نظام عدد ساعات الدوام الرسمي لدى الوزارات والشركات يومي 28 و 29 شعبان للسنة الحالية يبدأ الساعه 11 صباحا حتى الساعه 2 بعد الظهر.[12]
- 8: وزارة المعارف تعلن عن قبول 956 طالبًا من حملة الكفاءة المتوسطة في المدارس المهنيةمنهم 176 طالبا في الهفوف و 160 طالبا في جدة و 450 طالبًا بالمعهد الملكي الفني بالرياض.[13]
- 30 : البدء في مشروع توسيع شبكة الكهرباء لتغطية قرى سكاكا بالتيار الكهربائي. [14]
- 30: إضافة دراسة منهج اللغة الانجليزية في كلية اللغة العربية والعلوم الاجتماعية بجامعة الإمام محمد بن سعود الاسلامية ابتداء من العام الدراسي القادم.[15]

### أكتوبر
- 1: تأسيس فرع جديد لمؤسسة الخطوط الجوية السعودية في شارع الخزان بالرياض.[16]
- 1: افتتاح معهد الدفاع المدني بالرياض وسيتم إقامة دورات دراسية لضباط الصف والجنود بالمديرية.[17]

### ديسمبر
- 2: انتخاب المملكة العربية السعودية عضوا في لجنة الغذاء العالمي والمكونة من 24 عضو وقد حضر عملية الانتخاب سعادة الاستاذ عبدالمحسن السديري ممثل المملكة الدائم لدى منظمة الأغذية والزراعة.[18]
- 2: إقامة حفل سباق الخيل السادس في نادي الفروسية بالرياض و حصول الفائز بالشوط الأول على جائزة مقدراها 1600 ريال و الفائز بالشوط الثاني بجائزة مقدارها 3600 ريال بينما الفائز بالشوط الثالث سيحصل على جائزة مقدارها 5 آلاف ريال. وسيتم تخصيص ريع هذا السياق لجمعية البر بالرياض.[19]

## مواليد

### يناير
- 1: منصور بن مقرن بن عبد العزيز آل سعود، نائب أمير منطقة عسير سابقاً وهو أحد أبناء الأمير مقرن بن عبد العزيز آل سعود.

### فبراير
- 16: تيسير آل نتيف، لاعب كرة قدم سابق شغل مركز حارس مرمى.[20]

### يونيو
- 22: إيمان القصيبي ممثلة.

### يوليو
- 20: (أو 5 سبتمبر) أبو بلال الحربي، حاكم فرع داعش في اليمن.[21]
- 21
  - إبراهيم سويد لاعب كرة قدم سابق.[22]
  - عبد العزيز الجنوبي، لاعب كرة قدم سابق.[23]

### أغسطس
- 10: هيفاء المنصور، مخرجة أفلام.
- 19: سلطان جبران سلطان القحطاني، قيادي سابق في تنظيم القاعدة في السعودية.[24]

### سبتمبر
- 28: محمد شلية الجهني لاعب كرة قدم سابق.[25]

### ديسمبر
- 24: أحمد العايدي، روائي وشاعر ومحرر وكاتب قصص مصورة مصري من مواليد الدمام.

## وفيات
- إبراهيم فلالي، شاعر وأديب وناقد (و. 1906).[26]

### مارس
- بشير حمد شنان، فنان شعبي (و. 1948).[27]

### أكتوبر
- 27: ناصر بن سعود بن عبد العزيز آل سعود، طيار حربي وهو الإبن الثلاثون من أبناء الملك سعود (و. 1954).[28]